# Julio Lima
Julio Roberto Lima Franco (Zacapa, Guatemala, 20 de febrero de 1954) es un empresario, caficultor, político y perito agrónomo guatemalteco, egresado de la Escuela Nacional Central de Agricultura , ubicada en Villa Nueva, Guatemala. Fungió como alcalde del Municipio de Esquipulas por la coalición de partidos Gran Alianza Nacional, durante el período 2004-2008.

## Biografía
Nació el 20 de febrero de 1954, en la Ciudad de Zacapa, Guatemala, pero sus padres se trasladaron a Esquipulas; donde vivió su infancia y juventud, estudió su primaria y secundaria en el colegio privado católico San Benito. En el año 1976 se gradúa de perito Agrónomo  en la Escuela Nacional Central de Agronomía, ubicada en Bárcenas, municipio de Villa Nueva, Guatemala. El 28 de mayo de 1982 contrae matrimonio con Rosa de Lima con quien ha procreado cuatro hijos. Actualmente labora en la Mancomunidad Trinacional Fronteriza Río Lempa.

## Carrera política

### Candidaturas
Fue inscrito como candidato a la alcaldía esquipulteca en 1999, por el Partido Avanzada Nacional, pero perdió ante su opositor Ramón Peralta del Frente Republicano Guatemalteco. En 2007, nuevamente se postula a la alcaldía por el partido Gran Alianza Nacional, habiendo ganado su opositor Ramón Peralta, de la Unidad Nacional de la Esperanza.

## Alcalde Municipal de Esquipulas
Fue inscrito junto a su compañero de fórmula Rolando Arturo Solís, Milagro Acevedo de Recinos y su gabinete municipal; esta vez por el partido Gran Alianza Nacional en coalición con el Partido Patriota y Movimiento Reformador. Después del resultado oficial de la elección municipal de 2003, el Tribunal Supremo Electoral lo declaró ganador. Fue juramentado el 15 de enero de 2004 y su período terminó el 15 de enero de 2008.

## Endeudamiento Municipal
Ramón Peralta alcalde de Esquipulas (2008-2012), predecesor y sucesor de Lima, acusó al gobierno que mantuvo el poder durante 2004 y 2008, por endeudamiento municipal. El 2 de abril de 2008, Julio Lima mandó una carta al portal web www.esquipulas.com.gt, en la cual detallaba todo lo sucedido sobre el supuesto endeudamiento de la municipalidad.
| Predecesor: Ramón Peralta | Alcalde del Municipio de Esquipulas 2004 - 2008 | Sucesor: Ramón Peralta |